# Funambulus sublineatus
Funambulus sublineatus är en däggdjursart som först beskrevs av Waterhouse 1838. Den ingår i släktet Funambulus och familjen ekorrar.
Artepitet i det vetenskapliga namnet är bildat av de latinska orden sub (måttlig/något) och lineatus (linjerad).

## Taxonomi
Catalogue of Life samt Wilson & Reeder (2005) skiljer mellan två underarter:
- Funambulus sublineatus sublineatus (Waterhouse, 1838)
- Funambulus sublineatus obscurus (Pelzeln and Kohl, 1886)

Undersökningar av mitokondriellt DNA tyder emellertid på att underarterna troligen är två olika arter, Funambulus sublineatus och Funambulus obscurus.

## Beskrivning
Pälsfärgen är mycket mörkt brun, nästan svart. Längs ryggen har arten tre ljust brungrå band, och längs svansen går en rödbrun strimma. Kroppslängden är 14 till 15 cm, ej inräknat svansen på 15 till 16 cm.Vikten är 99 till 118 g. De två taxonen skiljer sig åt genom att sublineatus har ljusare och mer tätsittande ryggband än obscurus. Den senare är även något större, men med en något kortare svans.

## Utbredning
Denna ekorre förekommer sällsynt i sydvästra Indien i bergskedjan Västra Ghats och på Sri Lanka.

## Ekologi
Funambulus sublineatus lever längs vattendrag, speciellt i vassbälten, i tropiska städsegröna och fuktiga lövskogar samt bambudjungler på höjder mellan 200 och 1 200 meter över havet. I Västra Ghats förekommer den speciellt i Ochlandra-vass. Inte mycket är känt om arten i övrigt, men man känner till att den är ett bytesdjur för huggormen Viridovipera stejnegeri.

## Bevarandestatus
IUCN kategoriserar arten globalt som sårbar, och populationerna hos denna fragmenterade art minskar. Främsta orsakerna är habitatförlust och -försämring till följd av skogsavverkning, vassinsamling och skogsbränder. Besprutning mot skadedjur är en annan faktor som kan utgöra ett hot mot arten i vissa delar av utbredningsområdet.